# Moderate-Resolution Imaging Spectroradiometer

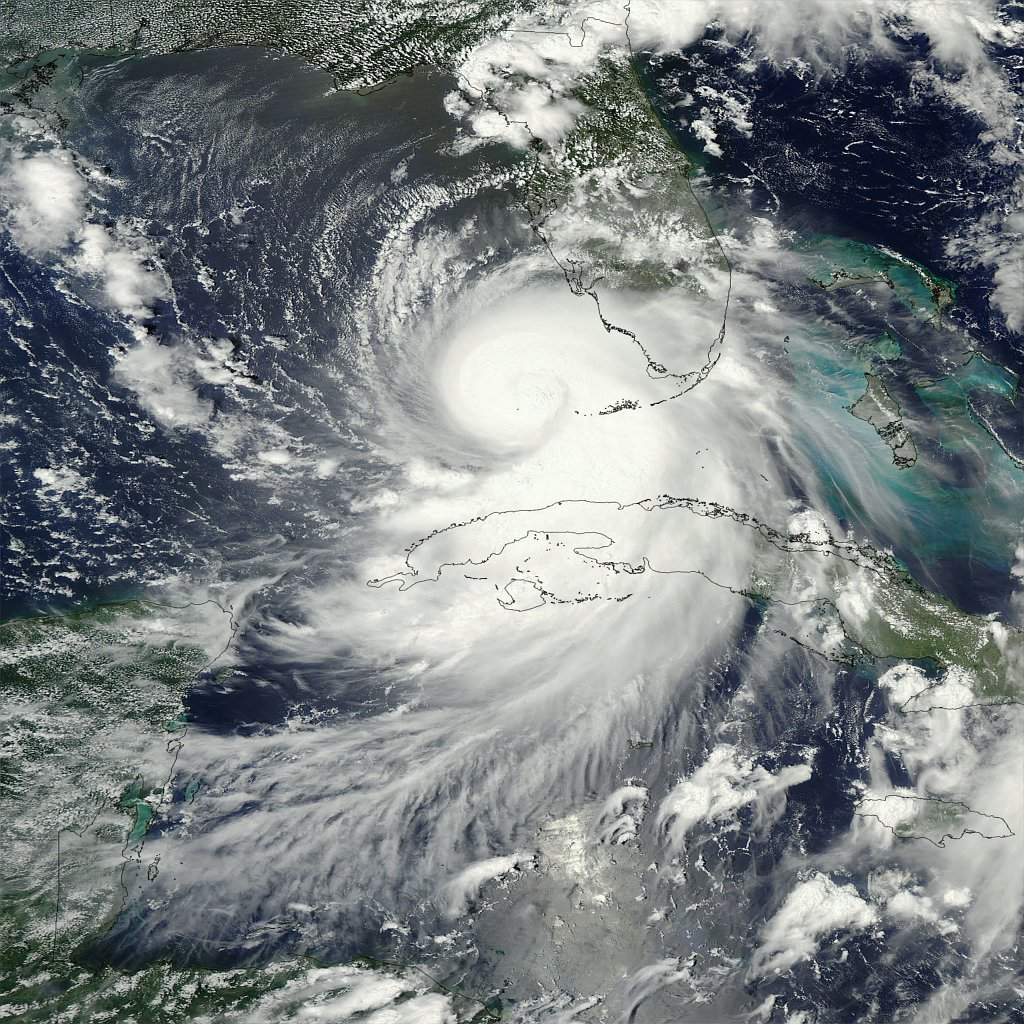
L'Uragano Katrina in prossimità della penisola della Florida

Il Moderate-resolution Imaging Spectroradiometer, abitualmente indicato attraverso l'acronimo MODIS, è uno strumento scientifico presente come carico utile a bordo dei satelliti Terra (EOS AM) e Aqua (EOS PM) della NASA, lanciati rispettivamente nel 1999 e nel 2002 e progettati per l'osservazione della Terra.

## Descrizione
Gli strumenti raccolgono dati in 36 bande spettrali, compresi tra 0,4 μm e 14,4 µm di lunghezza d'onda, e con ampia risoluzione spaziale (due bande a 250 m, cinque a 500 m e ventinove bande alla risoluzione di 1 km). Insieme, i due strumenti mappano l'intero pianeta in uno o due giorni e sono stati progettati per raccogliere informazioni sulle dinamiche globali di larga scala, tra le quali: i cambiamenti nella copertura nuvolosa della Terra, il bilancio dell'energia radiante ricevuta ed emessa dal nostro pianeta, i processi che hanno luogo negli oceani, sui continenti e nella bassa atmosfera.
A bordo sono presenti tre componenti utilizzati per la calibrazione dello strumento in esercizio: un diffusore solare (Solar Diffuser) associato a un monitor (Solar Diffuser Stability Monitor), il cui scopo è quello di valutare, attraverso opportuni algoritmi, quanto la resa del diffusore solare differisca da immagini dirette del Sole; lo Spectral Radiometric Calibration Assembly, utilizzato per la calibrazione delle bande nel visibile, nel vicino infrarosso e nell'infrarosso di onda corta; un elemento (Blackbody) utilizzato come corpo nero, mantenuto a una temperatura prestabilita, in modo che se ne possa prevedere con precisione l'emissione termica.

## Caratteristiche tecniche
| Specifiche                     | Specifiche |
| ------------------------------ | --- |
| Orbita                         | altezza: 705 km, nodo discendente: 10:30 (Terra) oppure nodo ascendente: 13:30 (Aqua), eliosincrona, semi-polare e circolare |
| Velocità di scansione          | 20,3 rpm, in direzione trasversale                                                                                           |
| Passo                          | 2 330 km (in direzione trasversale) per 10 km (nella direzione dell'orbita al nadir)                                         |
| Dimensioni                     | |
| Telescopio                     | 17,78 cm di diametro fuori-asse, sistema afocale (collimato), con interruzione intermedia di campo                           |
| Dimensioni                     | 1,0 x 1,6 x 1,0 m |
| Peso                           | 228,7 kg |
| Potenza                        | 162,5 W (mediata su un'orbita)                                                                                               |
| Velocità di trasferimento dati | 10,6 Mbit/s (picco giornaliero); 6,1 Mbit/s (mediata su un'orbita)                                                           |
| Quantizzazione                 | 12 bit |
| Risoluzione spaziale           | 250 m (bande 1-2); 500 m (bande 3-7); 1 000 m (bande 8-36)                                                                   |
| Vita di progetto               | 6 anni |

MODIS si è servito del Marine Optical Buoy (MOBY) per calibrazioni sostitutive.

### Bande di osservazione

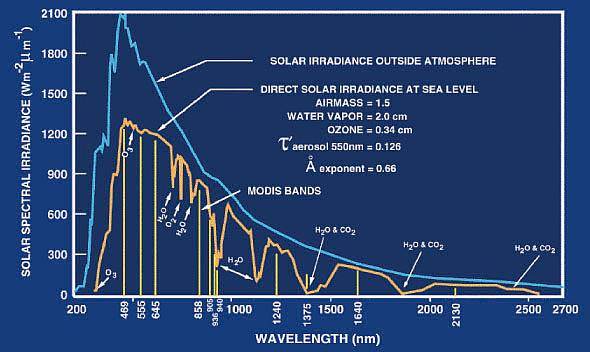
Nell'immagine sono confrontate le bande di osservazione di MODIS con lo spettro dell'irraggiamento solare

| Banda | Lunghezza d'onda (nm) | Risoluzione (m) | Utilizzo principale                                    |
| ----- | --------------------- | --------------- | ------------------------------------------------------ |
| 1     | 620-672               | 250             | Confini della terraferma, delle nubi e degli aerosol   |
| 2     | 841-890               | 250             | Confini della terraferma, delle nubi e degli aerosol   |
| 3     | 459-479               | 500             | Proprietà della terraferma, delle nubi e degli aerosol |
| 4     | 545-565               | 500             | Proprietà della terraferma, delle nubi e degli aerosol |
| 5     | 1 230-1 250           | 500             | Proprietà della terraferma, delle nubi e degli aerosol |
| 6     | 1 628-1 652           | 500             | Proprietà della terraferma, delle nubi e degli aerosol |
| 7     | 2 105-2 155           | 500             | Proprietà della terraferma, delle nubi e degli aerosol |
| 8     | 405-420               | 1 000           | Colore degli oceani/ fitoplancton/ biogeochimica       |
| 9     | 438-448               | 1 000           | Colore degli oceani/ fitoplancton/ biogeochimica       |
| 10    | 483-493               | 1 000           | Colore degli oceani/ fitoplancton/ biogeochimica       |
| 11    | 526-536               | 1 000           | Colore degli oceani/ fitoplancton/ biogeochimica       |
| 12    | 546-556               | 1 000           | Colore degli oceani/ fitoplancton/ biogeochimica       |
| 13    | 662-672               | 1 000           | Colore degli oceani/ fitoplancton/ biogeochimica       |
| 14    | 673-683               | 1 000           | Colore degli oceani/ fitoplancton/ biogeochimica       |
| 15    | 743-753               | 1 000           | Colore degli oceani/ fitoplancton/ biogeochimica       |
| 16    | 862-877               | 1 000           | Colore degli oceani/ fitoplancton/ biogeochimica       |
| 17    | 890-920               | 1 000           | Vapore acqueo atmosferico                              |
| 18    | 931-941               | 1 000           | Vapore acqueo atmosferico                              |
| 19    | 915-965               | 1 000           | Vapore acqueo atmosferico                              |
| Banda | Lunghezza d'onda (µm) | Risoluzione (m) | Utilizzo principale                                    |
| 20    | 3,660-3,840           | 1 000           | Temperatura della superficie e delle nubi              |
| 21    | 3,929-3,989           | 1 000           | Temperatura della superficie e delle nubi              |
| 22    | 3,929-3,989           | 1 000           | Temperatura della superficie e delle nubi              |
| 23    | 4,020-4,080           | 1 000           | Temperatura della superficie e delle nubi              |
| 24    | 4,433-4,498           | 1 000           | Temperatura atmosferica                                |
| 25    | 4,482-4,549           | 1 000           | Temperatura atmosferica                                |
| 26    | 1,360-1,390           | 1 000           | Vapore acqueo nei cirri                                |
| 27    | 6,535-6,895           | 1 000           | Vapore acqueo nei cirri                                |
| 28    | 7,175-7,475           | 1 000           | Vapore acqueo nei cirri                                |
| 29    | 8,400-8,700           | 1 000           | Proprietà delle nubi                                   |
| 30    | 9,580-9,880           | 1 000           | Ozono                                                  |
| 31    | 10,780-11,280         | 1 000           | Temperatura della superficie e delle nubi              |
| 32    | 11,770-12,270         | 1 000           | Temperatura della superficie e delle nubi              |
| 33    | 13,185-13,485         | 1 000           | Altezza della sommità delle nubi                       |
| 34    | 13,485-13,785         | 1 000           | Altezza della sommità delle nubi                       |
| 35    | 13,785-14,085         | 1 000           | Altezza della sommità delle nubi                       |
| 36    | 14,085-14,385         | 1 000           | Altezza della sommità delle nubi                       |

## Disponibilità dei dati
I dati grezzi raccolti da MODIS possono essere ricevuti in tempo reale utilizzando un'antenna tracciante, grazie alla capacità di trasmissione diretta dello strumento.
In alternativa, i dati sono resi disponibili al pubblico per mezzo di diversi siti web, come:
- WIST Archiviato il 5 luglio 2007 in Internet Archive. — Warehouse Inventory Search Tool;
- Sito web LAADS — Interfaccia web del Level 1 and Atmosphere Archive and Distribution System (LAADS).

La maggior parte dei dati è disponibile nei formato HDF-EOS - una variante dello Hierarchical Data Format, consigliato per i dati derivanti dalle missioni dell'Earth Observing System.

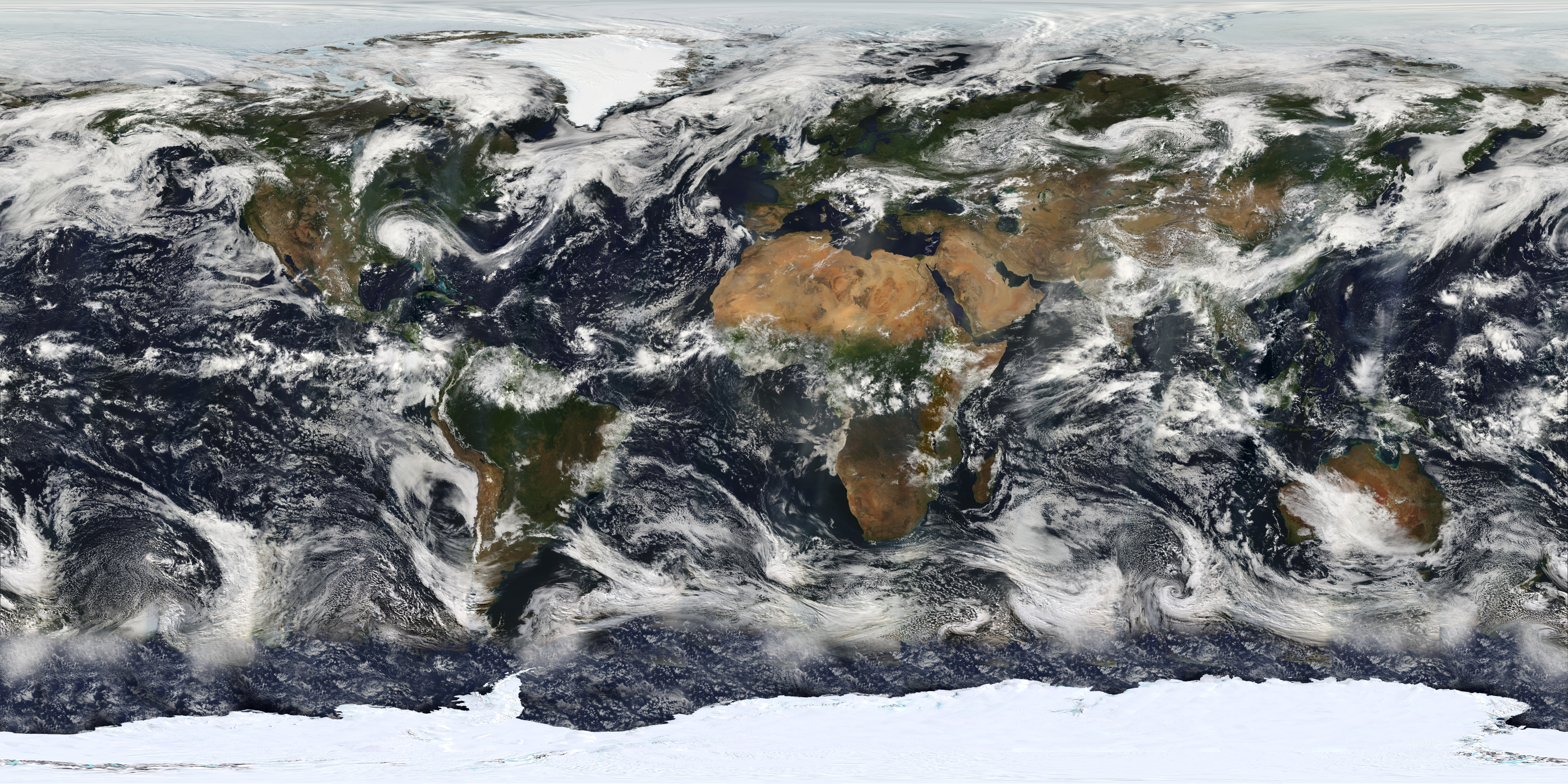
Immagine derivata dalle osservazioni condotte con MODIS